# Douglas da Silva
Douglas da Silva, mais conhecido como Douglas Silva (Florianópolis, 7 de março de 1984) é um futebolista brasileiro que joga como zagueiro. Atualmente, defende o Metropolitano.

## Carreira
Iniciou a sua carreira no Avaí e em 2004, ingressou no Oriente Médio e ao futebol israelense atuando pelo Hapoel Kfar Saba. No ano de 2008, transferiu-se para o Hapoel Tel Aviv.
Na sua última temporada pelo time Israelense, Douglas foi homenageado pelo clube por sua passagem marcante e ainda foi considerado o melhor jogador do país.
Em 19 de dezembro de 2010, foi anunciado como reforço do Red Bull Salzburg da Áustria para a temporada de 2011. Seu antigo clube, o Hapoel Tel Aviv, recebeu €2,6 milhões pelo negócio, enquanto Douglas receberá €1 milhão por ano, em um contrato de cinco anos de duração. O clube austríaco conheceu seu futebol após enfrentar o Hapoel pela fase classificatória da Liga dos Campeões da UEFA.
Em 5 de janeiro de 2011, Douglas da Silva foi chantageado por seu ex-companheiro de equipe. O caso exigiu atenção da polícia israelense. Devido a isso, sua transferência para o Red Bull Salzburg foi adiada até 11 de janeiro de 2011.
No começo de dezembro, não continuou no Figueirense, após a diretoria do Red Bull Salzburg querer que o Figueira, arcasse com a maior parte do seu salário´, e ele voltou ao Red Bull Salzburg.

### Vasco da Gama
No dia 19 de fevereiro de 2014, à pedido do técnico Adílson Batista, com quem trabalhou no Figueirense, foi contratado por empréstimo pelo Vasco da Gama. Após ser titular na campanha da Série B, rescindiu seu contrato com o Red Bull Salzburg e renovou com o Vasco por mais duas temporadas.

### Joinville
Em 9 de junho de 2015, após não ter sido aproveitado no Vasco, rescindiu com o clube cruzmaltino e fechou contrato com o Joinville por um ano e meio, por indicação do treinador Adílson Batista, que trabalharam juntos no Figueirense em 2013 e no Vasco em 2014.

## Títulos
Hapoel Tel Aviv
- Campeonato Israelense de Futebol - 2009/10
- Copa do Estado de Israel - 2010

Red Bull Salzburg
- Campeonato Austríaco de Futebol - 2011–12
- Copa da Áustria - 2011–12

Vasco da Gama
- Campeonato Carioca: 2015

### Individuais
- Seleção do Campeonato Catarinense: 2013